# 九龍巴士87D線
九龍巴士87D線是香港的一條巴士路線，來往錦英苑及紅磡站，途經新界沙田區的馬鞍山市中心、耀安邨、亞公角、石門，以及九龍市區的九龍塘、旺角、油麻地及尖沙咀
此路線與81C線共同提供馬鞍山新市鎮往返油尖旺區的全日巴士服務，惟後者沿城河東設站而不入旺角。
2011年10月11日，本線與另外兩條巴士路線——九龍巴士64K線及新巴15線，獲美國CNNGo的香港記者專題介紹。
九龍巴士87C線是87D線之特別班次，來往錦英苑及紅磡站，取道及停站和主線相同，但來回程不經主線途經的亞公角、石門及沙田第一城，回程不停九龍塘，只在每日上午至中午設去程，以及下午至晚上設回程服務。
九龍巴士87E線是87D線之特別班次，於星期一至五上午由馬鞍山（泥涌）單向開往尖沙咀（中間道），以及於星期一至五下午由尖沙咀東（麼地道）單向開往馬鞍山（泥涌）。此路線為首條由十四鄉開出直達九龍市區的專營巴士路線，亦是首條採用沙田區的80系列編號，但兩邊總站均不在沙田區的巴士路線，因泥涌是屬大埔區，但九巴的宣傳單張卻稱呼總站為「馬鞍山（泥涌）」。
九龍巴士287D線是87D線之特別班次，只於星期一至五下午繁忙時間提供服務路線取道連翔道和青沙公路直達沙田，不經主路線所途經之界限街與窩打老道及獅子山隧道。

## 歷史
- 1993年8月16日：87D開辦，當時只設平日早上服務單向往九龍車站（現紅磡站）。
- 1993年12月20日：改為雙向服務及擴展至全日服務。
- 1994年7月4日：增設空調服務。
- 1996年9月20日：增設87X線，平日早上由馬鞍山市中心單向往尖沙咀漆咸道南。87D在這時段不經馬鞍山市中心，改經馬鞍山路。
- 1997年9月1日：87X增設油麻地彌敦道單向往馬鞍山市中心回程服務。
- 1998年2月5日：87X回程服務延長至錦英苑。
- 1998年10月1日：九龍車站更名為紅磡車站。
- 1999年5月16日：往錦英苑方向改經荔枝角道、太子道西、大南街、柏樹街、汝州街及界限街。
- 1999年12月15日：87X不經沙田第一城。
- 2000年10月3日：87X被併入87D線。
- 2002年2月17日：假日加開特別車，不經第一城。
- 2003年4月19日：全線以空調服務。
- 2005年12月11日：取消假日不經第一城特別車。
- 2007年12月2日：配合兩鐵合併，紅磡車站更名為紅磡鐵路站。
- 2012年5月13日：本線往錦英苑方向增停界限街「白楊街」站。
- 2014年12月29日：往紅磡站方向抵梳士巴利道後，改為繼續沿梳士巴利道直駛、紅磡繞道、公主道連接路、都會道、暢運道及安運道前往紅磡站，不再途經漆咸道南，同日起逢星期一至五（公眾假期除外）新增三班錦英苑開出的特別班次，改經馬鞍山路、大老山公路、沙瀝公路、沙田路後返回原線[10]。
- 2015年6月27日：增設到站時間預報。[11]
- 2016年2月29日：開辦特別路線87E、單向由泥涌往尖沙咀（中間道），逢星期一至五（公眾假期除外）開07:40一班[12]。
- 2020年7月20日：
  - 開辦287D線[13]
  - 取消87D早上特別班次[14]
  - 加密87D早上繁忙時段錦英苑開出常規班次
- 2021年7月19日：87E增設下午回程班次。[15]
- 2023年3月27日：87E往泥涌方向改經錦英路一帶並增設中途站，不再途經馬鞍山繞道。[16]
- 2024年6月16日：87D線來回方向於馬鞍山路近錦駿苑增設中途站。[17][18]
- 2025年4月14日：87C線投入服務。[19][20]
- 2025年6月30日：287D線於恆泰路曉峯灣畔外增設中途站。[21]

## 服務時間及班次
87D線常規班次每日全日提供來回程服務，列表如下，當中平日06:42－09:00由錦英苑開出之班次不經馬鞍山市中心：
| 錦英苑開         | 錦英苑開     | 錦英苑開     | 紅磡站開         | 紅磡站開    | 紅磡站開     |  |
| 日期             | 服務時間     | 班次（分鐘） | 日期             | 服務時間    | 班次（分鐘） |  |
| ---------------- | ------------ | ------------ | ---------------- | ----------- | ------------ |  |
| 星期一至五       | 05:30-06:36  | 9/10         | 星期一至五       | 06:00       | 06:00        |  |
| 星期一至五       | 06:45-07:48  | 9            | 星期一至五       | 06:20-09:15 | 25           |  |
| 星期一至五       | 07:48-08:36  | 9/10         | 星期一至五       | 09:15-09:35 | 20           |  |
| 星期一至五       | 08:50、09:04 | 08:50、09:04 | 星期一至五       | 09:35-10:35 | 15           |  |
| 星期一至五       | 09:12-13:45  | 8/9          | 星期一至五       | 10:48       | 10:48        |  |
| 星期一至五       | 13:45-18:05  | 10           | 星期一至五       | 11:00-12:00 | 12           |  |
| 星期一至五       | 18:05-19:50  | 15           | 星期一至五       | 12:00-14:20 | 10           |  |
| 星期一至五       | 19:50-23:30  | 20           | 星期一至五       | 14:20-15:48 | 8            |  |
|                  |              |              | 星期一至五       | 15:48-17:00 | 9            |  |
| 17:00-19:54      | 5/6          |              | 星期一至五       |             |              |  |
| 19:54-20:34      | 8            |              | 星期一至五       |             |              |  |
| 20:34-22:58      | 6            |              | 星期一至五       |             |              |  |
| 22:58-23:18      | 10           |              | 星期一至五       |             |              |  |
| 23:18-00:30      | 12           |              | 星期一至五       |             |              |  |
| 星期六           | 05:30-06:30  | 12           | 星期六           | 06:00-09:00 | 20           |  |
| 星期六           | 06:42-09:00  | 10/12        | 星期六           | 09:00-11:00 | 15           |  |
| 星期六           | 09:10-10:48  | 8/10         | 星期六           | 11:00-13:00 | 12           |  |
| 星期六           | 10:48-17:20  | 7            | 星期六           | 13:00-14:44 | 8            |  |
| 星期六           | 17:20-18:00  | 10           | 星期六           | 14:44-23:35 | 6/7          |  |
| 星期六           | 18:00-19:00  | 12           | 星期六           | 23:35-00:15 | 10           |  |
| 星期六           | 19:00-20:30  | 15           | 星期六           | 00:30       | 00:30        |  |
| 星期六           | 20:30-23:30  | 20           | 星期六           |             |              |  |
| 星期日及公眾假期 | 05:30-07:30  | 15           | 星期日及公眾假期 | 06:00-10:00 | 20           |  |
| 星期日及公眾假期 | 07:30-08:10  | 10           | 星期日及公眾假期 | 10:00-11:00 | 15           |  |
| 星期日及公眾假期 | 08:10-10:58  | 8            | 星期日及公眾假期 | 11:00-12:00 | 12           |  |
| 星期日及公眾假期 | 10:58-13:46  | 7            | 星期日及公眾假期 | 12:00-17:04 | 8            |  |
| 星期日及公眾假期 | 13:46-18:10  | 8            | 星期日及公眾假期 | 17:04-18:10 | 6            |  |
| 星期日及公眾假期 | 18:10-19:00  | 10           | 星期日及公眾假期 | 18:10-20:50 | 8            |  |
| 星期日及公眾假期 | 19:00-21:30  | 15           | 星期日及公眾假期 | 20:50-23:10 | 7            |  |
| 星期日及公眾假期 | 21:30-23:30  | 20           | 星期日及公眾假期 | 23:20       | 23:20        |  |
| 星期日及公眾假期 |              |              |                  | 23:30-00:30 | 15           |  |

87D線由馬鞍山市中心開出之特別班次只於平日上午繁忙時間提供單向服務，列表如下：
| 馬鞍山市中心開 | 馬鞍山市中心開 | 馬鞍山市中心開 |
| 日期           | 服務時間       | 班次（分鐘）   |
| -------------- | -------------- | -------------- |
| 星期一至五     | 06:50-07:14    | 12             |
| 星期一至五     | 07:14-08:10    | 14             |
| 星期一至五     | 08:10-08:36    | 13             |
| 星期一至五     | 08:36-09:12    | 12             |
| 星期六         | 06:50-08:20    | 15             |
| 星期六         | 08:20-09:00    | 13/14          |

87C線於每天上午繁忙時間過後至中午提供去程，並於每天下午至晚間提供回程服務，列表如下：
| 錦英苑開             | 錦英苑開    | 錦英苑開     | 紅磡站開         | 紅磡站開    | 紅磡站開     |
| 日期                 | 服務時間    | 班次（分鐘） | 日期             | 服務時間    | 班次（分鐘） |
| -------------------- | ----------- | ------------ | ---------------- | ----------- | ------------ |
| 星期一至五           | 09:20-09:36 | 16           | 星期一至五       | 16:00-16:52 | 18           |
| 星期一至五           | 09:36-13:00 | 17           | 星期一至五       | 16:52-17:12 | 20           |
|                      |             |              | 星期一至五       | 17:12-18:24 | 12           |
| 18:24-19:24          | 20          |              | 星期一至五       |             |              |
| 19:24-20:00          | 11          |              | 星期一至五       |             |              |
| 20:00-20:30          | 15          |              | 星期一至五       |             |              |
| 20:30-22:30          | 12          |              | 星期一至五       |             |              |
| 星期六、日及公眾假期 | 09:20-10:40 | 16           | 星期六           | 16:00-20:54 | 14           |
| 星期六、日及公眾假期 | 10:40-13:00 | 14           | 星期六           | 20:54-22:30 | 12           |
|                      |             |              | 星期日及公眾假期 | 16:00-20:00 | 16           |
| 20:00-20:15          | 15          |              | 星期日及公眾假期 |             |              |
| 20:15-21:53          | 14          |              | 星期日及公眾假期 |             |              |
| 21:53-22:10          | 17          |              | 星期日及公眾假期 |             |              |
| 22:10-22:30          | 20          |              | 星期日及公眾假期 |             |              |

87E
- 星期一至五：
  - 泥涌開：07:40
  - 尖沙咀東（麼地道）開：18:00

287D
- 紅磡站開：
  - 星期一至五：18:00、18:20

87D特別班次、87E及287D線星期六、日及公眾假期不設服務

## 收費
| 路線    | 全程收費 | 分段收費 |
| ------- | -------- | --- |
| 87D/87C | $10.8    | - 新界鄉議局大樓往紅磡站：$9.0（只適用於87D線） - 過獅子山隧道後往紅磡站／錦英苑（只適用於87D線）：$7.4 - 錦駿苑（87C）／富安花園（87D）往錦英苑：$5.1 |
| 87E     | $14.3    | - 過獅子山隧道後往尖沙咀：$7.4 - 耀安邨耀遜樓往泥涌：$5 1                                                                                              |
| 287D    | $11.8    | - 過青沙公路後往錦英苑：$7.4 - 富安花園往錦英苑：$5.1                                                                                                  |

| - 本線設有12歲以下小童及65歲或以上長者半價優惠。 - 65歲或以上香港居民使用「樂悠咭」，以及12歲以下合資格殘疾兒童使用「殘疾人士身份」個人八達通繳付車資，均可享有每程$2.0或半價（以較低者為準）的票價優惠；12至64歲合資格殘疾人士使用「殘疾人士身份」個人八達通（包括「樂悠咭」），以及60至64歲香港居民使用「樂悠咭」繳付車資，均可享有每程$2.0或全費（以較低者為準）的票價優惠。 - 65歲或以上長者如使用長者或一般個人八達通繳付車資，則只可享有半價優惠；12至64歲合資格殘疾人士如不使用「殘疾人士身份」個人八達通，以及60至64歲人士如不使用「樂悠咭」繳付車資，必須繳付全費。 - 乘客可以現金或八達通於上車時付款，不設找續。 - 每位成人乘客可免費攜帶最多兩名4歲以下而不佔座位的兒童乘客乘車，超額之4歲以下小童必須繳付小童車費乘車。 - 持有「九巴月票」之乘客在車票有效期內，每日可享最多10程任何九龍巴士及龍運巴士路線（包括本路線，以及聯營路線的九龍巴士／龍運巴士提供的班次；惟乘搭機場「A」及「NA」線則可享原價二七折優惠（不會計算每天10次合資格車程））；而B1線則每日可享最多各2程（不會計算每天10次合資格車程）。 - 九龍巴士、城巴、龍運巴士及陽光巴士全職員工及家屬（不包括外判職員）可免費乘搭本路線，惟必須拍職員或職員家屬八達通。 - 乘客亦可透過多元化電子支付系統（e度嘟）繳付車資，包括使用非接觸式VISA卡、JCB卡、萬事達卡、銀聯卡、美國運通、大來國際、Discover Card、Apple Pay、Google Pay、Samsung Pay、AlipayHK「易乘碼」、支付寶、WeChatHK／微信支付「搭車碼」、銀聯雲閃付「乘車碼」及BOC Pay「乘車碼」。乘客使用此付款方式，使用此支付方式的乘客可享有中途下車之分段收費，以及與其他九巴／龍運獨營路線或聯營線九巴／龍運班次之轉乘優惠，惟不適用於與非九巴／龍運路線之轉乘優惠，亦不能享有「公共交通費用補貼計劃」及「長者及合資格殘疾人士公共交通票價優惠計劃」。 |

### 八達通轉乘優惠
乘客登上本線後150分鐘內以同一張八達通卡轉乘以下路線，或從以下路線登車後150分鐘內以同一張八達通卡轉乘本線，次程可獲$4.2車資折扣優惠：
| 第一程／第二程路線 | 第二程優惠車資              | 時限    |
| --- | --------------------------- | ------- |
| 72X、74A、80／80A／80P、80M、81C／281B／281X、 85、85A、85B、86、86A、86C、87B、87D／87E、 89、89B、270A／270C、271／271B／271P、281A | 成人：$4.2 小童／長者：$2.1 | 150分鐘 |

注意事項：

- 乘客可於各個可接駁第二程路線的巴士站轉車。
- 轉乘優惠不適用於轉乘同一路線或用"/"劃分的組別之路線。

官方網頁：請按此
- 270P往九龍站 → 87D往紅磡站

## 行車路線
87D/C

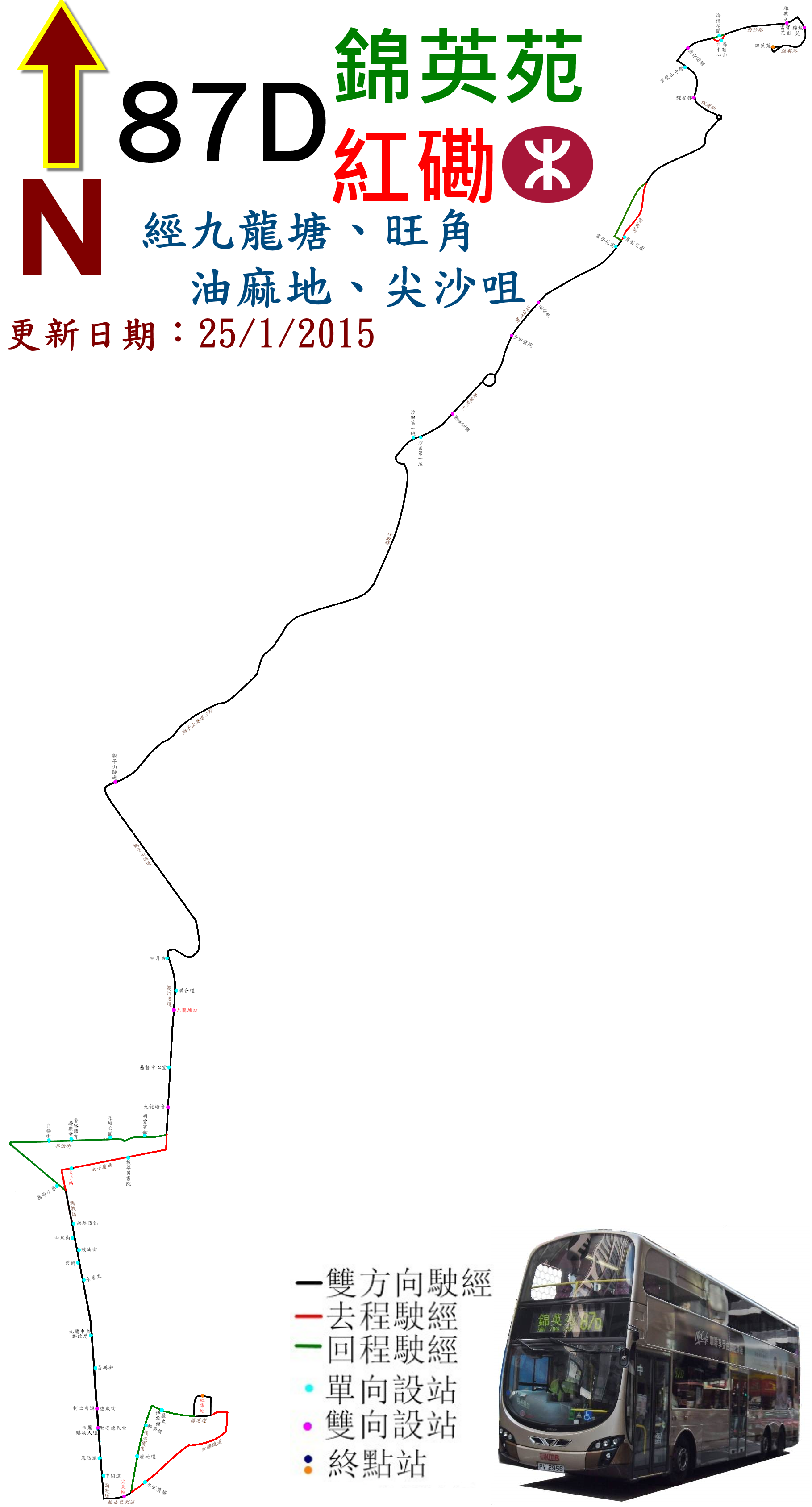
87D線常規班次的走線圖

錦英苑開經：錦英路、西沙路、馬鞍山市中心公共運輸交匯處、西沙路、恆康街、馬鞍山路、恆德街、亞公角街、石門交匯處、大涌橋路、沙田路、獅子山隧道公路、獅子山隧道、獅子山隧道公路、窩打老道、太子道西、彌敦道、梳士巴利道、紅磡繞道、公主道連接路、都會道、暢運道及安運道。
逢星期一至六（公眾假期除外）06:42-08:57期間由錦英苑開出的班次不經斜體字之街道。
由馬鞍山市中心開出的特別班次經西沙路、恆康街、馬鞍山路、大老山公路、石門交匯處，然後返回大涌橋路87D常規班次原線。
87C線依87D原線駛至馬鞍山路後，改經大老山公路及沙瀝公路，然後返回沙田路87D原線，而不經粗體字之路段。

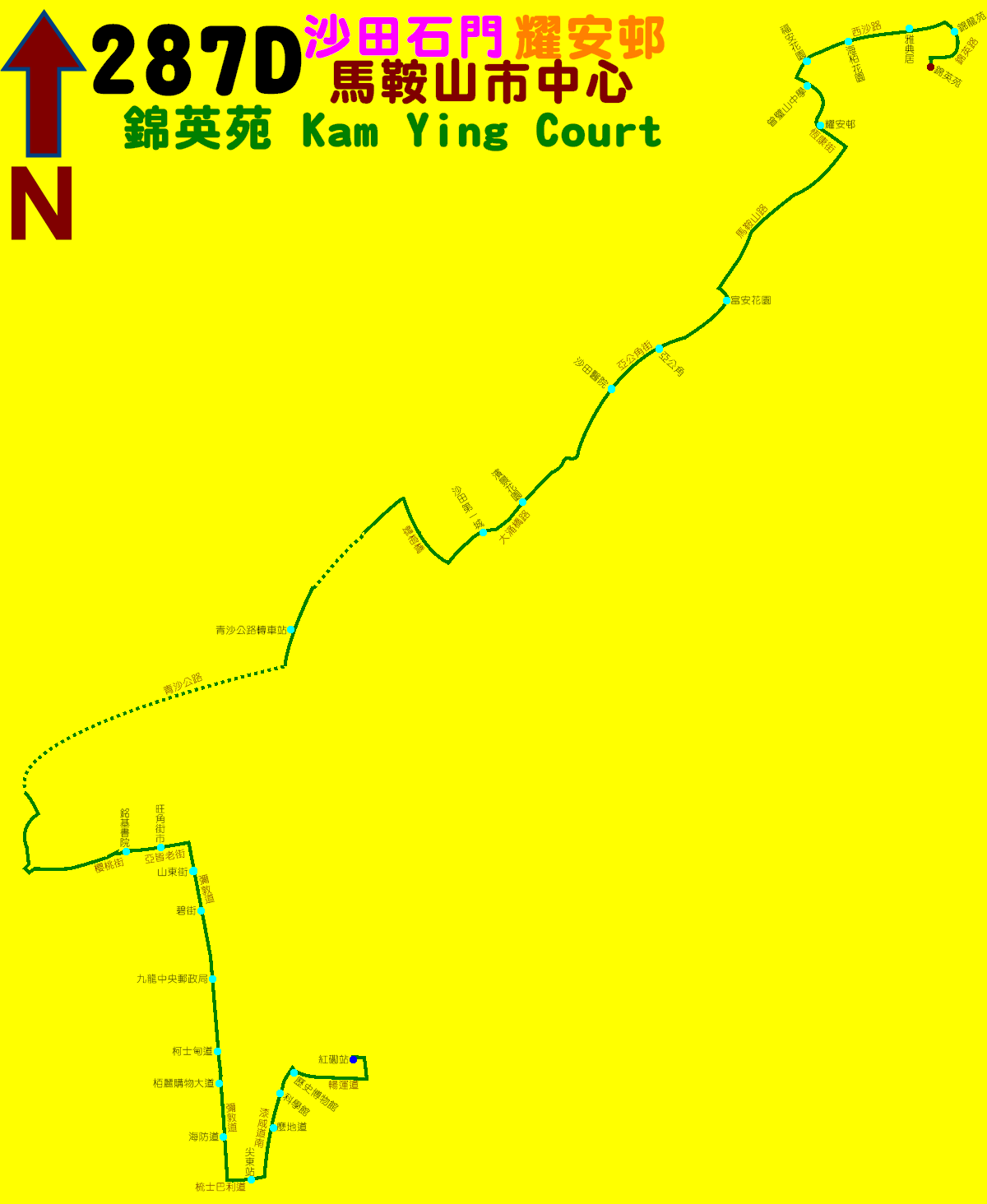
287D線的走線圖

紅磡站開經：暢運道、漆咸道南、梳士巴利道、彌敦道、荔枝角道、太子道西、大南街、柏樹街、汝州街、界限街、窩打老道、獅子山隧道公路、獅子山隧道、獅子山隧道公路、沙田路、大涌橋路、石門交匯處、亞公角街、恆信街、恆泰路、馬鞍山路、恆康街、西沙路及錦英路。
87C線依87D原線駛至沙田路後，改經沙瀝公路及大老山公路，然後返回馬鞍山路87D原線，而不經粗體字之路段。
87C線各班次之具體停站請參考資訊框
87D線各班次之具體停站請參考資訊框
87E

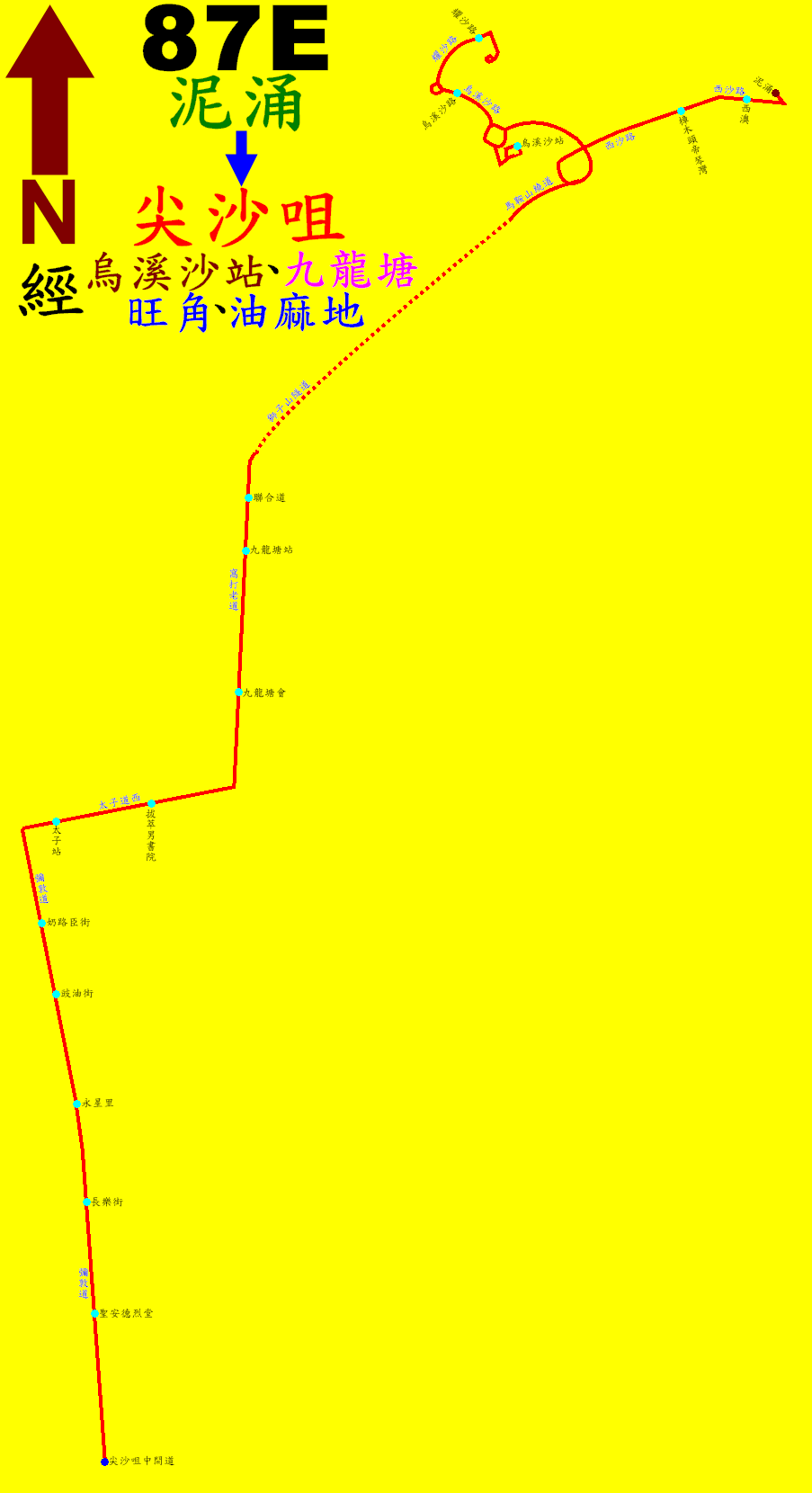
87E線早上班次的走線圖

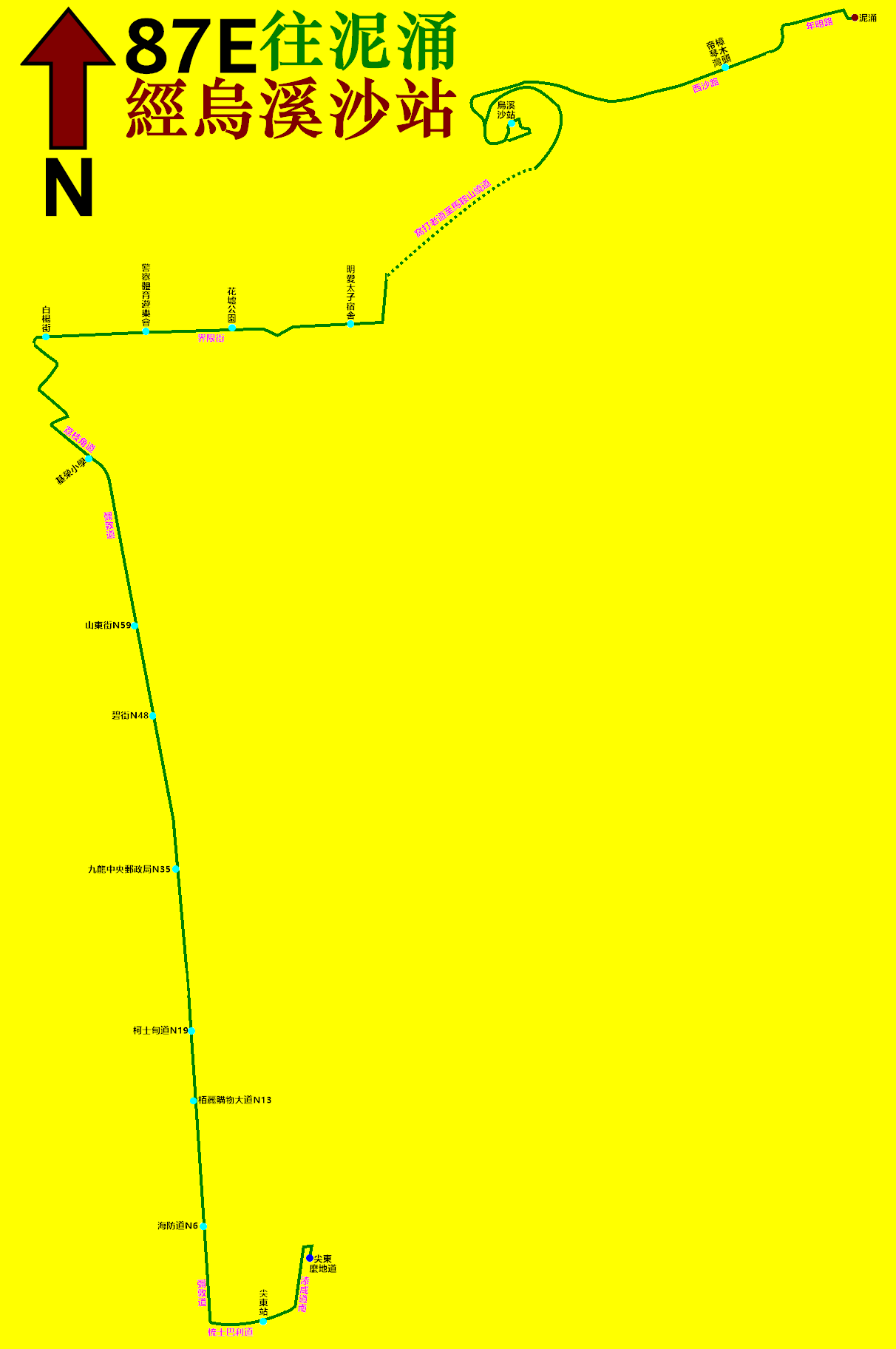
87E線下午班次的走線圖

馬鞍山（泥涌）開經：年明路、年華路、西沙路、馬鞍山繞道、西沙路、烏溪沙路、耀沙路、彩沙街、耀沙路、烏溪沙路、沙安街、烏溪沙站公共運輸交匯處、沙安街、西沙路、馬鞍山繞道、馬鞍山路、大老山公路、沙瀝公路、沙田路、獅子山隧道公路、獅子山隧道、獅子山隧道公路、窩打老道、太子道西及彌敦道。
尖沙咀東（麼地道）開經：麼地道、漆咸道南、梳士巴利道、彌敦道、荔枝角道、太子道西、大南街、柏樹街、汝州街、界限街、窩打老道、獅子山隧道公路、獅子山隧道、獅子山隧道公路、沙田路、沙瀝公路、大老山公路、馬鞍山路、錦英路、西沙路、沙安街、烏溪沙站公共運輸交匯處、沙安街、西沙路、年明路及年華路。
87E線之具體停站請參考資訊框
287D
經：暢運道、漆咸道南、梳士巴利道、彌敦道、亞皆老街、櫻桃街、櫻桃街隧道、櫻桃街、海輝道、連翔道、荔寶路、青沙公路（尖山隧道、沙田嶺隧道、大圍隧道）、大埔公路－沙田段、火炭路、翠榕橋、大涌橋路、石門交匯處、亞公角街、恆信街、恆泰路、馬鞍山路、恆康街、西沙路及錦英路。
斜體字路段視乎交通情況改經車公廟路、紅梅谷路、獅子山隧道公路及沙田路，中途不停站。
287D線各班次之具體停站請參考資訊框

## 爭議
由於此路線在馬鞍台及市中心已有充足客源，繁忙時間耀安邨後已近乎客滿，在亞公角街更不時飛站。故此，有不少聲音要求87D線全日改經大老山公路及沙瀝公路前往九龍，不再途經亞公角街及大涌橋路。九巴亦曾於「2014年沙田區區域性巴士路線重組」中，提出類似建議，又計劃改動281X線以彌補原有大水坑至旺角的服務。唯因受到該區區議員容溟舟以「不尊重區議會、九巴誤用數據」等理由反對而被迫擱置，九巴只好改為87D線增設上午繁忙時間5班特快班次取代，但容溟舟仍一直要求87D線所有班次均需途經亞公角街。最終在2020年，九巴以騰出資源開辦黃昏特快路線287D為藉口屈服，取消87D線上午特快班次，引起馬鞍山其他小區居民不滿，斥責容溟舟無視其交通需求。

## 未來發展
九巴曾於「2014年沙田區區域性巴士路線重組」建議此線全日來回改經大老山公路及沙瀝公路，原有大水坑至旺角一帶服務則由281X線提升至全日服務及加經大涌橋路及太子道取代，唯受到大水坑區議員容溟舟反對下，九巴於後來的「2014-2015年度沙田區巴士路線發展計劃」中，修訂為早上繁忙時間增設特快班次，但容仍要求此線必須全日經亞公角街。最終在2019年，九巴以騰出資源開辦287D線為由屈服，引發馬鞍山其他區市民不滿。
2021年起，因應政府計劃追討協助民主派初選區議員的酬金津貼傳聞所帶動的區議員辭職潮中，包括容溟舟在內的民主派區議員相繼辭職。多名服務馬鞍山的區議員隨即於翌年的沙田區議會交通及運輸委員會會議上，批評馬鞍山過去多年不斷發展，唯多條巴士路線仍要繞經亞公角街、沙田第一城甚至大圍才到達市區，行車時間過長。他們要求巴士公司拉直部份路線在沙田區內走線，以及減少繞經亞公角街巴士線以作分流。
最終於2023-2024年度巴士路線計劃，九巴建議削減每日上午非繁忙時間去程及下午繁忙時間至晚上時段回程的班次，以調撥資源開辦87C線，87C線只每日半全日雙向來往錦英苑及紅磡站，來回程途經大老山公路及沙瀝公路，不經亞公角街及大涌橋路。

## 外部連結
- 九巴87D線官方網站路線資料 （页面存档备份，存于）
- 九巴87D線詳細時間表 （页面存档备份，存于）